# Taku Watanabe
Taku Watanabe (jap. 渡辺 卓, Watanabe Taku; * 9. November 1971 in der Präfektur Ibaraki) ist ein ehemaliger japanischer Fußballspieler.

## Karriere
Watanabe erlernte das Fußballspielen in der Schulmannschaft der Mito Commercial High School. Seinen ersten Vertrag unterschrieb er 199 bei Fujita Industries (Bellmare Hiratsuka). Der Verein spielte in der zweithöchsten Liga des Landes, der Japan Soccer League Division 2. 1993 wurde er mit dem Verein Meister der Japan Football League und stieg in die J1 League auf. 1994 gewann er mit dem Verein den Kaiserpokal. Für den Verein absolvierte er 122 Spiele. 1996 wechselte er zum Ligakonkurrenten Cerezo Osaka. Für den Verein absolvierte er 11 Erstligaspiele. 1997 wechselte er zum Zweitligisten Consadole Sapporo. 1997 wurde er mit dem Verein Meister der Japan Football League und stieg in die J1 League auf. Für den Verein absolvierte er 43 Spiele. 1999 wechselte er zum Drittligisten Mito Hollyhock. Am Ende der Saison 1999 stieg der Verein in die J2 League auf. Für den Verein absolvierte er 53 Spiele. 2001 wechselte er zum Ligakonkurrenten Montedio Yamagata. Für den Verein absolvierte er 53 Spiele. Ende 2002 beendete er seine Karriere als Fußballspieler.

## Erfolge
Bellmare Hiratsuka
- Kaiserpokal

Sieger: 1994